# AKIBA'S TRIP
『AKIBA'S TRIP』（アキバズトリップ）は、アクワイアより2011年5月19日に発売されたPlayStation Portable用ゲームソフト。当初は2011年4月14日に発売予定であったが、諸般の事情で延期された。2012年6月14日に追加要素を実装した『AKIBA'S TRIP PLUS』（アキバズトリップ プラス）が発売。2021年5月20日にシリーズ10周年記念としてHDリマスター版『AKIBA'S TRIP ファーストメモリー』（AKIBA'S TRIP: Hellbound & Debriefed）がPlayStation 4 / Nintendo Switchで、同年7月21日にはMicrosoft Windows版が発売。
2013年11月7日には続編の『AKIBA'S TRIP2』がPlayStation Vita、PlayStation 3、2014年7月3日にPlayStation 4で発売された。

## 概要
秋葉原を舞台に、吸血鬼・カゲヤシ（陰妖子）とヒトとの戦いに巻き込まれた青年を描いたアクションアドベンチャーゲーム。
実在の店舗や企業とのタイアップにより、リアルに再現された秋葉原をバーチャルに体験することが出来る。街を歩く人々、街頭CMや各店舗から流れてくる音楽、放送など、ゲーム発売当時の秋葉原をほぼ忠実に再現しており（一部、権利関係などで差し替えられている要素も存在する）、本当の秋葉原を歩いているような気分を味わえるのも特徴である。
キャラクターボイスは戦闘の掛け声やフィールド上でのつぶやき程度であり、音声付きのイベントは物語の冒頭のみである。なお、ローディング中には秋葉原に関連する会社や商品の広告・ファミ通グループの広告が入る。

## システム
本作は幾つかのブロックに分けられた秋葉原の街を舞台にミッションを進めていく。基本的には本編である「メインミッション」と任意イベントの「サブミッション」に分類され、ゲーム中は常にメインミッションが発生している状態となる（目的地へ向かうと言った指標も全てミッション扱い）。現在進行中のメインミッションを達成すると即座に次のメインミッションが始まるが、急いで進める必要は無く、秋葉原を自由に探索出来る。
ゲームをクリアすると衣装やスキル、アイテムなどを引き継いでまた最初からプレイできる。ストーリー途中でも、駅から秋葉原を去る事で同様に引き継ぎプレイが可能（クリア扱いにはならない）。但し、レベルはリセットされ、所持金も主人公が全額寄付してしまう為、引き継がれない。

### 撮影・戦闘
カゲヤシは街を歩く人々の中に紛れ込んでいるが、外見での判別は難しい（僅かだがパターンは存在する）。そのため、主人公のケータイのカメラに搭載された機能で人間かカゲヤシかを識別する必要がある。非戦闘時は好きな時にカメラ撮影が可能で、写真に映らない人物がいればカゲヤシと言うことになる。識別後は話しかけることで戦闘に突入する。尚、ある条件を満たせばローアングル（しゃがみこみ）での撮影も可能。
また、押しのけることでも戦闘態勢に入る。ちなみにカゲヤシ以外の一般人とも戦闘、脱衣が可能であり、主に後者の方法で戦いを挑む。ただし、押しのけて戦闘態勢に入ると押しのけた相手の所属する勢力との信頼度が低下する。一般市民の場合は押しのけても逃げられる場合が多いが、普段なら逃げる市民でも秋葉原市民からの信頼度が低い時なら戦う事ができる。
中には主人公の素性を知らずにただのカゲヤシと認識して襲ってくるエージェント、主人公を見つけるとすぐさま襲ってくるカゲヤシなど、一方的に戦いを挑んでくる敵も存在する。

### ストリップアクション
戦闘は「ストリップアクション」と呼ばれる特殊なシステムを用いて行なう。敵であるカゲヤシは日光に弱いため、服を全て脱がせば炭化して消滅する。具体的には打撃攻撃で敵の衣服にダメージを与え、一定値までダメージが蓄積すると脱衣させることが可能になる（限界までダメージを与えると破れる）。脱衣させた服は自分で着たり売ったりすることが可能。但し、服毎に脱がせるためのスキルが必要であり、スキルが無い状態で脱衣を行なっても破れてしまい、入手出来ない。スキルはアイテムやイベントで習得可能。敵も同様に主人公の服を脱がせようとし、全裸になるとゲームオーバーとなる。武器を出した状態からしまえば、服を整えて受けたダメージをリセットすることができる。また、タイミングよくアクションを決めると連続ストリップという敵の服を次々に脱がすことが可能。これらの戦闘システムは『神業-KAMIWAZA-』の「衣はがし」や「素敵スティール」を受け継いだものである。
警官は行動が特殊で、主人公が上半身や下半身を裸にしていたり、見ているところで戦闘が始まったりすると戦いに参加してくる。そのときに敵がターゲットにされた場合は即逮捕され（カゲヤシやエージェントでも平等）、自分がターゲットにされた場合は攻撃してくるが、ある程度にダメージを与えると逮捕してくる。逮捕された場合はゲームオーバーにはならないが、罰金を取られて解放され、マップの状態に移行する。警官を倒してしまえば逮捕されずに済むが、ある程度の強さが無ければ難しい。
尚、人間が相手でも全裸になれば逃走し、勝利となる。但し、女性の場合は逃げる前に一度主人公を引っ叩く。

### 着替え
入手した服は自由に着る事が出来る。服は上記のストリップ以外にも店で購入できるものもある。着せ替えられる箇所は頭、上半身、下半身、アクセサリー。靴や下着はインナーに分類され、条件を満たした場合のみ変更可能となる（実際は首から下のモデルの変更。異性には変えられない）。女物の服はあるイベントのクリア後に装備出来るようになる（主人公のモデルを女性キャラにしていた場合は逆）。服毎に耐久力が設定されているが、ケブラーを使用することによって強化が可能。
駅前の洋服店に売却した種類の服は、以降はその店で購入することが出来る。洋服店は最初は全く商品が無いので主人公が服を集めることになり、商品の数が一定に達する毎に報酬が貰える。
武器は敵を倒すことで地面に落ち、拾うことで入手できる。服と同様に店で購入できるものもある。武器は片手武器、両手武器、素手の3種類に分けられ、それぞれで攻撃のアクションが変わる。武器毎に攻撃力が設定されているが、タングステンを使用することによって強化が可能。
武器や服の強化値は+99が最大だが、PLUSではホリックモードで条件を満たす事でケブラー改、タングステン改が入手でき、それらを使う事で最大+999まで強化が可能。

### サブミッション
メインのストーリーとは別のサブイベント。裏通りにいる情報屋から引き受けることが出来る。期間内に依頼を達成することで報酬を得ることが出来る。依頼人はそれぞれ秋葉原市民、カゲヤシ、NIROの三勢力のいずれかに属しており、依頼を達成する事でそれぞれの勢力の信頼度が上昇していく。一部、情報屋以外から請ける依頼も存在する。またサブミッションの依頼者や関連人物の中には、後述の共存ルートにて援軍として参戦するキャラクターも多く、依頼をこなすことで攻略を有利に進められる。

### 妹の部屋
マップ画面から移動可能。妹と会話したり着せ替えることが出来る。ただし、好感度が低いと邪険に扱われる上に最初は好感度が最低である。お小遣いをあげる事で好感度が上がる。部屋から出るとまた元に戻ってしまうが、一定額あげると永続的に好感度を維持することが出来る。部屋の入り口にらくがき帳が出現することがあり、条件を満たす毎に描かれている絵が増えていく。PLUSではアップデートを行うと、妹に服の情報を検索してもらえる（有料）。

## ルート分岐
本作は主人公の選択次第で終盤から3つのルートに分岐する。一つのルートをクリアしただけでは全ての謎は解けず、複数のルートをプレイする事で物語の違った側面が見える事も。この他に「妹ルート」と言うものも存在するが、こちらはエピローグに影響するのみなので割愛する。
NIROルート
最後までNIROのエージェントとして行動し、カゲヤシの殲滅を目指すルート。ストーリー後半に森泉鈴を見逃すかの選択で見逃さずに倒すと分岐する。穏健派のカゲヤシとも敵対し、最後はヒロインである文月瑠衣を主人公の手で倒す事になる。エンディングでは主人公の友人は回復し、秋葉原に平和が戻るが、黒幕の思惑通りに事が運ぶ結末でもある。
カゲヤシルート
NIROを裏切ってカゲヤシ側に就くルート。終盤の妖主襲来時に妖主の元に向かうと分岐する。その後の主人公の選択によって瑠衣とダブプリのどちらかが物語の中心となり、結末も変化する。カゲヤシ勢に加担すると言っても直接的に人類に敵対する訳ではないので普段の探索には支障は無い。カゲヤシ達と共に、街全域に配置されたNIROのエージェントと戦う事になる。
共存ルート
本作の正規シナリオにあたるルート（一部では瑠衣ルートや中立ルートと呼ばれていることがある）。妖主襲来時に瑠衣を守る選択を選ぶと分岐。NIROにもカゲヤシにも加担せず、瑠衣の目指す「人間とカゲヤシの共存」のために人間とカゲヤシの対立を終わらせるべく、秋葉原市民による第三勢力を結成してNIRO、妖主率いるカゲヤシの両方と戦う。街中での戦闘時にはストーリー中やサブミッションで出会ったキャラが主人公に加勢する。また、あるサブミッションをクリアしたか否かで結末が若干変化する。

## 登場人物

### 自警団
ナナシ（漫画版：田中アキヒロ）
声 - （設定無し。戦闘中は汎用ボイスを発する）
本作の主人公で、自警団に所属する18歳の予備校生。大学受験に失敗し、現在一浪。コスプレが趣味。名前はプレイヤーが設定する。消息を絶った友人を捜索していた所、阿倍野優に襲われて瀕死の重傷を負うが、文月瑠衣の血を与えられた事でカゲヤシの力を宿して復活。自分の運命を大きく変える事件に巻き込まれていく。カゲヤシの力を得た後はNIROのエージェントとして活動し、短期間でかなりの実力を身に着けている。後述する妹の身体能力から察するに、身体能力が高い血筋と思われる（妹にも「戦う力はなかなか」と評されている）。女装が似合う。
プレイヤーの分身、いわゆる顔なしキャラで、心の中で思う事と一部独り言以外に台詞は存在しない（聞く事が出来ない）。どう言った言行を取るか、どんな服装で街を歩くかはプレイヤーに委ねられる。また、クリア後には条件を満たす事で一般人や主要人物にモデルを変更する事が出来る（女性キャラを選ぶと一部キャラの反応も変わるが基本は同じ）。ルートによってどの勢力に肩入れするか、どのような行動理念を持つかが変わる。PLUSの追加ミッションの後記では時にコミカル、時にシニカルな文章を残している。
NIROルート、カゲヤシルートではそれぞれの勢力に就く事になるが、共存ルートではどちらとも袂を分かち、瑠衣の為に戦う道を選ぶ。その後、仲間達と共に秋葉原市民へ呼びかけ、秋葉原を守る為の第三勢力の結成に成功。NIRO、カゲヤシの全面戦争に際し、戦いを終わらせる為にカゲヤシのアジトへ乗り込む。超瀬嶋隆二と化した瀬嶋に一度は敗北するものの、瑠衣の血を再び与えられた事で同等の力を得、死闘の末に瀬嶋を倒してその野望を砕いた。
選択肢や図鑑を見る限り一人称は「俺」のようだが、漫画版では「僕」となっている。
漫画版では相応の性欲はあるが、基本は正義感が強く純情な青年として描かれている（コスプレが趣味という描写は無い）。周囲には趣味を理解してくれる人間があまりいなかった為、友達は少ない。オタク仲間のキヨタカと共に秋葉原でオタクライフを満喫していたが、やがて事件に巻き込まれる。変わり果てたキヨタカの姿を見た事で自分の手で秋葉原を守る決意を固め、複数の意味での苦労の末に脱衣の術を身に着けてカゲヤシ達を炭化させていく。しかし瑠衣との出会いにより、人間を襲うカゲヤシとは戦いつつも穏健派のカゲヤシには協力する事を決め、瑠衣ともやがて相思相愛となった。最終決戦では瑠衣の血による強化に加え、優、瀬那、舞那の支援も得て超瀬嶋隆二を倒した。
ノブくん
声 - 間島淳司
自警団に所属する青年。20代半ばのフリーター。アニメと漫画が大好きな上に三次元には興味が無い二次元オタク（三次元の女は歳を取るから、との事）。中学生のころからエロゲーをプレイしている。高校を中退している。現実とフィクションを混同する癖などの欠点はあるが、秋葉原を愛する気持ちは他のメンバーに負けておらず、瑠衣達穏健派のカゲヤシをわだかまり無く受け入れると言った柔軟さも持つ。イケメンであることが作中でもたびたび語られている。
多少の差異はあるとはいえ、カゲヤシと何かしら接点がある自警団にあって、直接的な接点は一切ないため、自分のアイデンティティに悩むシーンもあった。
ゴンちゃん
声 - 丹沢晃之
30歳を過ぎたアイドルオタクの男性。コンビニの店長でドラマCDによると夜勤。小心者だが、アイドルを前にすると豹変し、言動も荒々しくなる。最近はダブプリにお熱である。秋葉原を愛するが故に自警団に所属している。見た目は肥満体質のようだが、体重は68kgしかない。さらに撮影時には分身を創るほどの猛スピードで撮影を行うこともある。
主人公とダブプリが退治する場に遭遇した際は、彼女達がカゲヤシである事を知った上でも二人を守ろうとし、ダブプリが和解に近づく一因を作っている。
サラ
声 - 原由実
自警団に所属する、正体不明で年齢不詳（さらには性別も不明）のカリスマメイド。正統派メイドカフェ「エディンバラ」のメイド長であり、秋葉原のメイドたちにとっては師匠ともいえる人物。秋葉原をメイドカフェで埋め尽くすという野望を持っており、自警団のアジトが半分メイドカフェ化しているのは彼女のせい。また、瞬の喫茶店も狙っているようで瑠衣に警戒されている。メイドの素養のある者を教育しようとする癖がある。「メイドの嗜み」と称して常に一歩先を読んだ用意周到な行動を取り、時には密かに会話を録音すると言った手段に出る事も（録音に関しては後にやり過ぎだったと反省する）。
メイドにスカウトすると言う名義で何人かの穏健派カゲヤシを保護しており、カゲヤシとは和解すべきとの見解をみせている。元々は教え子の一人が実は瑠衣に付き従うカゲヤシだった事で彼等の存在を知り、彼女が主である瑠衣の事を託して蒸発した（NIROに捕縛された）事から瑠衣達穏健派に協力するようになっていた。
ある条件を満たせば戦う事も可能であり、メイド系のキャラクターの中では最強である。だが、メイド系自体あまり強くはないため、他のキャラよりは弱い。武器は背負っている箒。
漫画版ではカゲヤシとの接点を持つ切っ掛けとなった教え子についても少し語られており、NIROにて血を搾取する為のサンプルにされていた様子と、事件後は救出されてメイドに復帰している姿が描かれた。
ヤタベさん
声 - 利根健太朗
自警団の中心人物でジャンク屋の主人。主人公が集めたパソコンのパーツを買い取ってくれる。闇市があった頃から秋葉原を知っており、いざとなったら頼りになるおじさん。本人は否定しているがアキバのリーダーともいえる人物である。不動産業と二足のわらじを履いており、主収入はこちらのようである。
姉小路瞬とは古い付き合いで、将棋を指しているが僅差で負け越している。彼がカゲヤシである事は知らず、主人公と戦っている場面に偶然出くわした際に正体を知るも、彼の人柄を保証して庇った。

### カゲヤシ
文月 瑠衣（ふみづき るい）
声 - 日笠陽子
本作のメインヒロインで、カゲヤシの少女。瀕死の主人公に血を与え、蘇生させた。妖主と人間の父の間に生まれたハーフであり、カゲヤシの組織でも上層部に属する身だが人間との共存を望んでおり、任務を敢えて失敗させたり他の幹部を妨害したりと水面下で行動している。ただ、大局を見据えることができなかったり、簡単に言いくるめられてしまったりと、指揮を執る側の身としてはかなり不向きな面が目立つ。戦闘時は背負っている傘を武器に使う。カゲヤシは長命で外見年齢と実年齢は必ずしも一致しないが、彼女はまだ10代半ばと外見通りの年齢である（漫画版によると16歳）。滅多に笑うことは無いが主人公と居るときは歳相応の一面を見せる。また、ゲームは自分が勝つまでやめないといった負けず嫌いなところも。若干ではあるが、天然かつズレている部分がある。ヒロインであると同時にNIROルートではラストボスとなる。
普段は姉小路瞬の店でウェイトレスのような事をしているが、料理は下手なようで、以前、ヤタベが彼女の淹れたコーヒーを飲んだところ「コーヒーブレイクがブレイクされてしまう」と思うほどだった。しかし、場合によっては主人公から料理の仕方を教わることでベーコンエッグが作れるようになり、ご飯も炊けるようになる。卵が好きなのか卵料理に拘る（本人曰く「好きかもしれない」）。
NIROルートでは袂を分かった主人公に、自分が人間との共存を望んでいた理由を明かし、最後の戦いを演じる。敗北後も最後まで主人公や人間を恨むことなく炭化し、彼女の死によって次代の妖主を失ったカゲヤシは絶滅の一途を辿る事になる。カゲヤシルートでは戦いの後は次期妖主としての修行の旅に出る。数ヶ月後、秋葉原にてメイド姿で主人公と再会する。
共存ルートでは主人公と共に妖主やNIROから逃走するが、自分の所為で秋葉原が戦場になることに責任を感じ、一人で妖主の元へ向かおうとする。しかし主人公達に止められ、更に主人公が秋葉原市民を団結させた事で、母を説得して戦いを終わらせることを決意。主人公と共にカゲヤシのアジトに乗り込み、母と信念をぶつけ合った。その後、現れた瀬嶋との最終決戦にて主人公に再び自分の血を与え、勝利に導いた。事件から数週間後、主人公と共に秋葉原の街に繰り出すシーンで物語は幕を閉じる。
阿倍野 優（あべの ゆう）
声 - 柿原徹也
瑠衣の兄。パンクロッカーのような格好をしており、ギターを武器に使う。好戦的な性格で人間を嫌悪している。主人公を襲った張本人。普段はライブスペースのオーナーをやっている。主人公のライバル的なキャラであるためか戦う回数は主要キャラの中でも一番多い。妹の瑠衣に成り済まして主人公をおびき出したりもしている。
終盤、瀬嶋と御堂に奇襲を掛け、瑠衣が次期妖主であることを明かしてしまった為にNIROとカゲヤシの全面戦争が勃発。共存ルートでは妖主を守る最後の砦として立ちはだかる。瑠衣だけを通し、主人公と決着を付けるべく挑むも敗北。その後、ギターを残して炭化するが、主人公の行動次第では生存する。その場合は、どこかへ去ったがそのうちまた現れるでのはないかということが姉小路瞬から語られる。
父親は妖主の配下のカゲヤシであり、妖主の子供の中で唯一、純粋なカゲヤシの子（他の3人は全員人間とのハーフ）。阿倍野という苗字もそのカゲヤシのものである。
漫画版ではNIROのエージェントに襲われた鈴を助けるといった一面も描かれている。主人公との最後の戦いの後、彼に見逃され撤退するが、最終決戦時には瀬那、舞那と共に主人公の救援に駆け付けた。事件後は主人公にライブのチケットを渡す。
姉小路 怜（あねのこうじ れい）
声 - 早水リサ
瑠衣、優、瀬那、舞那の母親でカゲヤシを統率する妖主。NIROの戦力を分散させるために日本中を飛び回りつつ、秋葉原にて「引きこもり化計画」を推し進めさせている。生まれたのは戦前かつ、少なくとも4人の母親だが、いまだに3～40代の容姿をしている。
嘗て愛した人間の夫（瑠衣の父親）の為、妖主としての役割を放棄して平穏な日々を過ごした事があったが、やがてその正体を知った夫に化け物呼ばわりされて逃げられ、以来、人間を過剰に毛嫌いするようになった。「引きこもり化計画」の真の目的は瑠衣に人間とカゲヤシは決して相容れないという事を教育するためであったが、ターゲットとなる街として秋葉原を選んだ結果、逆に瑠衣は人間との共存を望むようになる。
共存ルート最終局面では共存を諦めない瑠衣と主人公の二人と戦うも敗北。その直後に瀬嶋に血を奪われる。主人公が瀬嶋を倒した後、真実を話し、カゲヤシの未来を娘に託して自ら日光に身を晒し、炭化する。条件を満たした場合のみ、自殺を思い留まらせることが可能。漫画版では戦闘の時点で説得を受け入れ、最終決戦後もそのまま生き延びる。
北田 瀬那（きただ せな）
声 - 内田真礼
秋葉原で人気の姉妹アイドル「Dirty Bloody Princesses」（通称・ダブプリ）の一人。その正体はカゲヤシで、瑠衣の姉。母である妖主には忠実だが、歌うこと自体は大好きでファンの事も大切に思っている。目は青い。思慮深く言動も堅苦しい程に冷静だが、幼少期のためか愛に飢えていると言われる。生まれは少なくとも戦後らしいが、具体的な時期はゴンちゃんが遮った為に不明。
特定のファンのみが参加を許されるシークレットライブにて吸血を行う、という行為を何度か繰り返していたが、主人公に阻止されて舞那と共に追い詰められる。しかしゴンちゃんに庇われた事で戦いを放棄して撤退する。
共存ルート終盤では主人公と再び相対するも、妖主の命令により舞那と共に渋々その場を後にする。事件後はダブプリとしての活動を再開した。
漫画版では瀬嶋との最終決戦の際に舞那、優と共に主人公に加勢する。事件後はお忍びで街を出歩いており、主人公をライブに誘った。
北田 舞那（きただ まな）
声 - 中村繪里子
秋葉原で人気の姉妹アイドル「Dirty Bloody Princesses」の一人。姉と同じくカゲヤシ。ファンの事をバカと呼ぶことがあり、姉に注意されるが、本人曰く「愛情表現」。目は赤い。考えが浅く、言動も軽いのが特徴。メールに一切漢字を使わない。瀬那以上に愛に飢えており、極度のマザコンと化している。ボーカルのようで、スタンドマイクを武器にする。
漫画版では瀬嶋との最終決戦の際に瀬那、優と共に主人公に加勢する。
森泉 鈴（もりいずみ すず）
声 - 浅倉杏美
瑠衣の友人のカゲヤシ。身体能力に乏しく（戦闘力は人間の女子高生以下）、視力も低いが足は早い。小柄な割には大食漢で、底なしの胃袋（ケバブ5個、おでん缶10個、ラーメン缶20個、オムライスを食べきってすらなお8分目）を持ち、「ゆるふわモンスター」というあだ名まであるが、本人は小食と言っている（漫画版では自覚がある）。指揮を執る側ではあるが、何かとミスをしてしまうことが多く、瑠衣からはおちょくられている。普段は書店でアルバイトをしている。
小柄と言う設定だが、ゲーム中では他のキャラと身長に変化は無い。PLUSではアップデートデータを適用すると身長が低くなる。
姉小路 瞬（あねのこうじ しゅん）
声 - 岡崎雅紘
秋葉原の裏路地で喫茶店「TOMATOMATE」を経営しているカゲヤシの男性。通称・マスター。右目に眼帯をしている。妖主の兄で、瑠衣の親代わりを務めている。ヤタベとは喫茶店のマスターとその常連という関係で将棋を楽しんでおり、ヤタベに僅差で勝ち越し（321勝311敗）ている。
ファッションセンスは良くないらしく、加えて身長182cm、体重72kgという体格のため、酷い格好になることが多いらしい。
JKV
声 - 佐藤奏美（PLUS）
オヤジ狩り常習犯の女性カゲヤシ。「JKV」というのはNIROが付けた名称と思われ本名は不明。制服を着て女子高生を装うことで金持ちそうな男性を騙し、暴行し金品を奪い、極めつけに吸血するという行為を繰り返していた。さらに戦闘力も高く、直接の描写こそないが空手の達人を病院送りにするほど強い。若々しい少女の姿をしてはいるがカゲヤシであるために外見では実年齢は判別が難しく、実際はついチョベリバなどと言ってしまう年代。NIROの指令を受けた主人公に女子高生の象徴だった制服を脱がされて敗北、取り巻きの女子高生カゲヤシ共々下着姿にされてしまい全身に日光を浴びて死亡した。
オープニングムービーで主人公と戦っているのは彼女である。
漫画版では予告編と第一話に登場するがどちらもすぐに主人公に倒される為、特に個別のエピソードは無い。

### NIRO
御堂 聡子（みどう さとこ）
声 - 宮川美保
NIRO（国内情報調査機構）のエージェントであり、主人公をサポートする。優と対峙した際には嫌悪感を剥き出しにしたり、鈴やJKVを女ではなく雌呼ばわりするなど、カゲヤシを化け物と極端に忌み嫌っている。元警察官だが、瀬嶋の人柄に惚れてNIROに転向した。その為、瀬嶋には盲目的とも言える尊敬の念を向けている。師匠からは非常に可愛がられているようで、頭が上がらない。オタク文化とは程遠い人物ではあるが、ある作品のみ熱烈なファンであることからオタクとしては「狭く深いタイプ」と言える。元は警察官のため、高い身体能力を有する（作中の警察官はカゲヤシよりも強い）。メイドとしての才能があるようで、度々サラから転職を進められる。スリーサイズは上から86、59、89。
偏見と言ってもいいほどにカゲヤシを忌み嫌い、NIROとして職務を全うするのも純粋に正義感からであり、終盤、エージェント達がカゲヤシ化していく中でそれを拒み続けていた。カゲヤシルートではカゲヤシ側に就いた主人公と対決し、敗北した後は放置された。共存ルートでは最終決戦にて本性を表した瀬嶋を問い詰めるも、一蹴される。しかしこの行動が主人公達の勝利に繋がった。事件後はカゲヤシを完全に理解はせずとも偏見は捨て、今後の様子を見守っていくと語る。同時にNIRO解体に伴ってやがて職を失う為、サラにメイドの道に引きずり込まれてしまう。
漫画版では妖主襲来時に瑠衣を守る選択をした主人公に戦いを挑むが、既に実力の差は歴然で、主人公にまだカゲヤシ化していないと知られると同時に瞬く間に脱がされてしまった。最終決戦ではゲーム同様に瀬嶋を止めようとして返り討ちに合い、満身創痍になりながらも主人公に脱衣の極意を思い出させて後押しした。エピローグではメイド姿が描かれている。
瀬嶋 隆二（せじま りゅうじ）
声 - 松田健一郎
NIROの要人だが、目的のためには手段を選ばない冷徹な男。カゲヤシの力を得た主人公に協力を要求するが、カゲヤシ殲滅の裏に独自の思惑を見え隠れさせる。実質的なNIROのトップであり、身体能力も高い。皮膚を触っただけでカゲヤシか人間かの区別がつく。オタク文化を多少は認めているようである。
かつては内閣情報調査室や統合幕僚会議にも所属しつつ妖主と戦い続けていたが、実は20年前から末端のカゲヤシの血を接種する事で老化を遅らせており、既に肉体はカゲヤシ化している。その真の目的は妖主の血を得る事でカゲヤシを超えた最強の存在となる事である。物語終盤、エージェント達をカゲヤシ化させ、妖主率いるカゲヤシ達との全面戦争を開始する。カゲヤシルートのラストボス。
超瀬嶋隆二
共存ルートにて対決する、本作の真のラストボス。妖主を吸血する事で最強の力を手に入れた瀬嶋隆二。全身が血に染まっている。肉体、人格共に既に人間性を失っており、聡子すらも虫けらのように扱う他、漫画版では優、瀬那、舞那の三人掛かりでも歯が立たないほどの強さを発揮している。他ルートのと異なり、戦闘時はラストバトル専用のBGMが流れる。
瑠衣を一蹴し、主人公をも圧倒するが、止めにきた聡子を退けているうちに主人公に再び瑠衣の血を得るチャンスを与えてしまう。同じ条件を手にした主人公と死闘を繰り広げ、敗北。「全てを掴んだ」と豪語していたが、瑠衣（漫画版では主人公）に「人間である事とその価値を手放した」と皮肉られ、炭化した。漫画版ではそれに加えて「終わるのだな。やっと」とも言い残しており、人を狂わせる力を求め続けると同時にその事に疲れていた様子を伺わせる。
北田 清源
声 - なし
NIROの創始者かつ投資者。NIROの本来のトップではあるが、現在は重い病気で入院しており、その病状は妖主である怜の血を使っても回復不可能なほど深刻。登場機会がカゲヤシルート（ダブプリ）のみであり、共存ルートでは存在だけが語られ、エンディングで死亡した事が判る程度である。正体は北田瀬那、北田舞那の実の父親で現妖主の姉小路怜の最初の夫である（ちなみに自身に娘がいることは怜に聞かされるまで知らなかった）。このことから人間とカゲヤシとの接点を作った人物であるともいえる。

### 「ぽつり。」
ネット掲示板である「ぽつり。」に書き込みを行う人達。全員声は無く（PLUSでは一部が登場時に音声付きのセリフがある）、本名も不明の人が多い。共存ルートでは何人かが直接登場する。
yu-ri
ゲームOPにてカゲヤシの噂をしていた。実は未成年だが、共存ルートでは夜中にも関わらず自警団のアジトを訪れ、主人公達に協力した。
gonzou
年長者らしく、真面目な話や固い話が多い。実質的な「ぽつり。」のまとめ役である。
yabeeee
通称「ヤベー」。「聖地」と称するほどの秋葉原好きだが、群馬県に住んでいるためあまり来る機会がない。共存ルートでは自身も主人公達に加勢するべくバイクで秋葉原に向かっていたようだが、距離があり過ぎて間に合わなかった（最終決戦の時点で大宮バイパスを越えた所だった）。
manana
作中で童貞ハンターの噂をしていた。後に脱衣技の噂を聞き、自分も身につけたいと思うようになる。
『ITウィッチ☆まりあ』は二期も好き。
ahoNo sakai
よくギャグやネタ話を言うが、あまりウケは良くなく大抵スルーされる。真面目な話も同様。共存ルートでは偶然にもカゲヤシのアジトを発見したが、その功績を褒められることはなかった。
yu-ri同様に未成年（高校3年）。
yamazaki
鈴の大食いを見た人物。『ITウィッチ☆まりあ』は好きだが、二期は否定している。
gladiator
少し尊大な態度をとる。『ITウィッチ☆まりあ』が嫌い。その割に内容を詳しく知っていることを突っ込まれる場面がある。
Daigon
違法な児童ポルノを所持していたため、Kei_chuにログを通報された。その際のことはあまり多く語らないが、「大切な者を失った」とのこと。復帰後はJKVの噂をしていた。
tanakasatou2012
「ぽつり。」に書き込む人物の中では一番地味。『ITウィッチ☆まりあ』は二期も好き。共存ルートではahoNo sakaiがカゲヤシのアジトを発見した際、彼らが騒いでいるうちにその場所をサラに迅速に報告した。
kei_chu
Daigonのログを通報した。本名は「ケイコ」で、「マナブ」というコスプレ趣味を持つ彼氏がいる。彼氏がコスプレしていたため、『ITウィッチ☆まりあ』を激しく嫌っている。オタク文化とは相容れないタイプで、彼氏にはサーフィンやバンドなどの典型的な趣味を求めている。共存ルートでは秋葉原があまり好きではないと言いつつも、マナブのことで世話になった主人公への礼もあってか戦いに加勢している。
「ぽつり。」に書き込む人物の中で唯一、本名と素顔が明らかになっている。

### その他
主人公の友人（漫画版：キヨタカ）
冒頭で阿倍野優に吸血され、ひきこもりにされた青年。主人公とはよく一緒に秋葉原に繰り出すオタク仲間であり、親友だった。彼を救うために主人公は戦いに身を投じる事となる。ちなみに主人公が彼の危機を察知したメールの内容は「Ｄドライブを消してくれ」である。なお彼が優に狙われた理由は、ネットで出回っていた瑠衣の写真を見つけて興味を持ち、彼女を探していたところを優にNIROの回し者と間違われたためである。
共存ルートでは回復の見込みが語られるが、NIROルートでは容体が完全に回復する。漫画版では眼鏡を掛けた青年であり、健全だった頃や引きこもりに陥った際の様子が描かれ、エピローグでは回復した姿で登場する。
師匠
声 - 乃亜
脱衣の技を持つストリッパーで、NIROに協力している謎の女性。名前は不明。特殊な性的趣向の持ち主で御堂聡子を玩具にして弄んでいる他、何人もの変態を下僕として従えている痴女。さらに両刀使いでもある。主人公に脱衣テクニックを伝授してくれる。共存ルートでは秋葉原を守る主人公達に共感するものの、NIROとの契約の為に自身が直接は協力出来ない為、下僕達を遣わした。事件後は下僕達を連れて逃走したらしい。
ある条件を満たした場合か、とあるルートのミッションでのみ戦うことが出来るが、その強さは作中最強クラスである。
下僕
師匠無しでは生きられなくなり、身も心も捧げた変態達。その代表らしき能面の男性は屋上闘技場の受付や、師匠への取り次ぎも担当している。共存ルートでは師匠によって主人公達の元へ遣わされ、秋葉原市民達の護衛となる。漫画版では女物の下着を纏った男、蝋を垂らして悦ぶ女、巨大な着ぐるみを纏った少女の三人が主に登場する。
妹（漫画版：田中美咲）
声 - 矢作紗友里
主人公の妹。ゲーム版では名前は不明。春になったら高校生ということから中学生3年生と思われる。予備校に通う身でありながら勉強もしないで秋葉原で遊んでばかりの兄をバカにしたような言動が目立つが、お小遣いをあげると態度を急変させる。内心では主人公の顔立ちの良さや身体能力などは認めている模様。嫌いなものはキモオタとニンジン。身長が低い事と胸の凹凸がさっぱりなことが悩み。らくがき帳に可愛らしい絵を描いており、その絵は条件を満たす毎に増えていく。腕っぷしは強く、「ぽつり。」で話題になった電車内からミルクスタンドまで痴漢を投げ飛ばした女子中学生というのは彼女であると思われる。初期状態は無印版では私服で、PLUSでは制服姿で登場。また、PLUSではらくがき帳の絵が追加されている他、既存の絵も新たに描き直されている。
彼女を着替えさせる事も可能な上、条件を満たせば主人公同様モデルを替えることが出来る。ある事をすると戦う事も出来るが、条件上不利な状態で戦わなければならない上にかなり手強く、倒してしまうとその周では二度と姿を見せなくなる。
病気で海外に入院しているスズナの友人であり、金を集めるのは募金するためでもある。また将来のこともしっかり見据えていることから、かなりしっかりした性格のようである。
条件を満たすとエンディング後に妹ルートが発生する。主人公の事を見直し、今までの非礼を詫びると同時に兄妹の一線を越えるかのような告白をするが、ただ遊びに行く為のお小遣いをせびっていただけであった。
台詞はNPC同様に噴き出しで表示される。PLUSではメインキャラと同じくメッセージウインドウに立ち絵と共に表示されるようになった。
漫画版では普段から両親への口止め料として主人公から搾取している様子が描かれている。ゲーム版と同様に「シンディー」を着せられた際に、本能に突き動かされた主人公に襲われかけられ、本人もついその気になってしまうが寸前で主人公が正気に戻った為、事なきを得る。その後、主人公を引っ叩いた。また、主人公を蔑視してはいるが、普段から「お兄ちゃん」とは呼んでいる模様（ゲームでは初期段階では「アンタ」としか呼ばない）。
マナブ
kei_chu（ケイコ）の彼氏で、序盤から『ITウィッチ☆まりあ』のコスプレでパフォーマンスを行っている。イケメンだがそのコスプレ趣味がオタク文化を嫌うケイコを悩ませていた（ケイコは自分好みに改造するつもりだった）。主人公にコスプレ衣装を剥ぎ取られた後はケイコに従ったかのように見えたが、実際は隠れてコスプレを続けている。共存ルートではケイコと共に主人公に協力した。
渡部、渡辺、渡邊
同じ読みの名字を読む三人組の男達。中学時代からの腐れ縁らしく、三人とも同じブラックカーディガンを着用している。鈴をナンパしている所を主人公に撃退され、その後はすぐに瑠衣をナンパしたがやはり主人公に撃退された。共存ルートでは主人公達に加勢した。
情報屋
主人公にサブミッションを斡旋する男。サングラスにマスクと、かなり怪しい風貌。依頼の達成が滞ると催促のメールを送って来る。普段は口調もメールも極めて冷淡だが、きな臭い依頼には注意を促したり、依頼達成時には短いながらも労いの言葉をかけることもある。またPLUSの追加イベントであるアキバ一武闘会関連のメールではフランクな文体になる。同じくPLUSの追加サブイベントに登場するおねえさんに惚れたようで、彼女のサブミッションではメールアドレスを入手するように主人公に指示する（最終的に主人公は下僕のメールアドレスを教えている）。
紳士
共存ルート終盤に登場する紳士の男性。かつてカゲヤシの女性と結婚し、娘を授かったが、妻が人間ではない事を知って取り返しのつかない事をしてしまったという。その娘と思しき瑠衣の写真を撮ってくる事を主人公に依頼する。主人公が写真を持ってきても、その結果やそもそもその話が真実なのかを明かすことは無く、主人公に意味深なセリフを呟き去っていった。彼が本当に妖主の夫で、瑠衣の父親なのかは最後まで判然としないが、主人公がこの依頼を受けた事が妖主が再び人間を信じる切っ掛けとなる。
スズナ
妹の同級生かつ友人で同じ高校に通う予定の少女。国内では絶望的な重い病のため、海外の病院で治療を受けていた。治療費はかなり高額だったため、作中では募金を行っている団体がある他、妹も貯金を叩いた。一定金額を主人公が募金したところで退院し、日本に戻ってくる。病み上がりの身でありながら師匠と同じくらいの強さを誇る（力こそ敵わないものの、防御は師匠を上回る）作中最強クラス。
同社発売の『神業-KAMIWAZA-』からのゲストキャラクターであり、戦闘前にも「盗んであげる」という同作を示唆する台詞がある（原作で実際に盗みを行っていたのは彼女の育ての親の海老三であり、本人は戦いも盗みもしない普通の少女である）。
亜沙子
声 - 高森奈津美
ダブプリねっとのラジオドラマに登場するキャラクター。ゲーム本編には未登場だが、上記の通りNIROルートにて存在が示唆されている。さばさばとした性格で瑠衣にとっては初めての人間の友人であったが、北田姉妹の吸血の対象となってしまった。彼女が倒れたことで瑠衣は現在の行動を起こした。
おねえさん
PLUSの追加ミッションに登場する謎のお姉さん。何故か主人公の事を知っている様子を窺わせる。また、並外れた戦闘力の持ち主でもある。後に主人公が妹の命と引き換えにカゲヤシに殺されかけた際、妹を狙っていたスナイパーを始末し、更に主人公に加勢してその命を救う。
その正体は「妹を人質に取られた主人公がそのままカゲヤシに殺された歴史」における未来の妹であり、10年後からタイムマシンで主人公に会うためにやってきた。そのため現代の妹と違い、主人公には素直かつ好意的に接する。最終的に未来に帰るが、主人公の返答次第ではタイムマシンの故障によって未来に帰れなくなり、10年前の自分の部屋に住み着くようになる（具体的な経緯は不明だが、現在の妹には「上手く言っておいた」らしく、妹もらくがき帳におねえさんの事を描いている）。

## 用語
カゲヤシ（陰妖子）
秋葉原で都市伝説として囁かれる吸血鬼の種族。見た目こそ人間とは変わらないが、人間を遥かに上回る身体能力と不死身に近い再生能力、そして人間より遥かに長い寿命を持つ。唯一の弱点は太陽光（紫外線だけでは効かない）であり、全身に太陽光を浴びると炭化して死亡する。顔や手足を露出する程度なら焼かれたそばから再生する為、多少の薄着はできるものの、もしも下着姿で太陽光に晒されようものならひとたまりもない。その為、通常の武器では効果が薄いが、脱衣の技であれば人間でも彼等を確実に倒す事ができる。非常に長命で、10～20代の若い頃までは人間と変わらず成長するが、それ以降は老化が極端に遅くなる。
彼等に吸血された人間は極めて強い倦怠感を抱き、太陽光にさえ過敏に反応する虚弱体質になり、肉体のみならず精神も無気力になる為、引きこもり状態に追いやられてしまう。これは蚊と同様に円滑な吸血の為の体液を注入した為に起こる作用である。かつては生きる為に吸血を行ってきたが、人間と交わりつつ世代を重ねるにつれてその性質は変化していき、現在は吸血を行わずとも普通の食物で生きられるようになっている。現在の彼等が吸血を行う理由は「引きこもり化計画」の為である。
種族の統率者である女王「妖主」が頂点に立ち、妖主の血縁者である「眷属」が高位に位置し、その下には末端のカゲヤシ達が存在する。末端は個人の意思は人間ほどは強くなく、妖主の血の力を絶対として服従する習性を持つ為、妖主の世代交代が行われれば新しい妖主に付き従う。次期妖主の資格は眷属であると同時に「赤子の頃に現妖主の母乳によって血の力を与えられて育った事」であり、現在その資格を持つ者は瑠衣だけである。今後、新たに同様の資格を持った者を生み出せるのかは語られていないが、NIROルートでは次期妖主の瑠衣が死亡する事でカゲヤシ存続の道が絶たれるとされる。なおカゲヤシは妖主以外は子孫を残せないと説明があるが、末端は群れの数を絶やさないために子供を産むことも語られており、作中で見解が一致していない。
また、カゲヤシの血を得た人間も一時的にカゲヤシ化し、同等の身体能力、再生能力、そして太陽光への脆弱性を得ることになる。カゲヤシ化によって得る力はそのカゲヤシの位に依存し、眷属且つ次期妖主である瑠衣の血を得た主人公は通常よりも強力な力を得ており、共存ルート終盤では妖主の血を得た瀬嶋が最強の存在となっている。時が経てばカゲヤシの血が薄れて人間に戻るが、接種量が多いと血が定着して人間に戻るのが遅れたり或いは戻れなくなってしまう可能性もある。
NIRO（ナイロ）
正式名称は国内情報調査機構。NIROとはNational Intelligence and Research Organizationの頭文字を取ったもの。情報調査機構とはあるが、実際は武力行使も行う組織であり、カゲヤシの存在そのものを秘匿しつつ彼等と秘密裏に戦っている。人間の平和の為とは謳いつつ、カゲヤシを生け捕りにしては非道な研究のモルモットにし、所属するエージェントにその血を投与してカゲヤシ化を進めている。
その真の理念は「生命、医療、軍事のすべてにおいて大いなる可能性を持つカゲヤシの力を他国に渡さず、分析・研究を行う事」だが、それすらも所属する人間を納得させる為の建前に過ぎず、全ては瀬嶋が妖主の力を奪い取る為であった。元々は妖主である姉小路怜の最初の夫である北田清源が、失踪した怜を探す為に立ち上げた組織だったが、瀬嶋に主導権を握られるようになってからは性質が変貌し、現在のNIROへと変わっていった。
共存ルートのエンディングでは瀬嶋の暴走の隠匿と、投資者である北田の死によって解体される運びとなり、最後の仕事として引きこもりにされた人々の治療法の研究（と、逃走した師匠の捜索）が行われている事が聡子から語られる。
秋葉原自警団
秋葉原の裏通りにあるアジトを拠点に自警活動を行う団体。自警団とは言うが、実際はただの仲良しサークルであり、自警活動もゴミ拾いをしたりする程度。団員は主人公、ヤタベさん、ノブ君、ゴンちゃん、サラの5人。アジトはヤタベさんの所有する物件だが、サラによって半ばメイド喫茶のような内装になってしまっている。
主人公がカゲヤシ化した事を切っ掛けにNIROに協力する形となるが、穏健派と関わりを持ったことで立場が危うくなり、団員達の満場一致で解散が決定する。しかし既にヤタベさんは新組織の為の新しいアジトの目星をつけており、解散という名目ではあるが、実際はNIROの目を逃れる為に看板を挿げ替える引っ越しに過ぎなかった。共存ルートではジャンク通りにある新アジトを拠点として秋葉原市民の第三勢力を結成する。事件後は元の裏通りのアジトに戻った模様。
脱衣の技
服の形状を見抜き、瞬時に脱がせる技。本来は戦闘用の技ではないが、太陽光に弱いカゲヤシに対しては最も有効な手段となる為、NIROのエージェントはこの技を以てカゲヤシを駆逐している。師匠曰く、必要なのは技術ではなく「相手を剥いてその秘めた柔肌を露わにしてやろうという欲情」で、例え怒りでも「脱がしたいという衝動」に身を任せる事で可能とする。師匠からのみ伝授される技であり、会得した者も限られているが、作中ではシステムの関係上、戦闘可能なキャラ全員が使用する。
引きこもり化計画
カゲヤシが秋葉原で進めている計画。秋葉原を訪れる若者を吸血し、引きこもりにする事で将来日本を担う働き手を不足させ、その人材の隙間にカゲヤシを送り込んで社会を乗っ取るというもの。本来であれば吸血は、あまり目立たず行動できる上に脱衣されても炭化しない夜間に行えれば効率的だが、夜になると多くの店舗が閉店して人が少なくなる秋葉原の性質上、カゲヤシにとって危険な陽の差す日中に行わなければならなかった。
しかし将来の働き手は秋葉原を訪れる者だけではなく、また海外からの労働力の流入なども考えられる上、仮に上手くいったとしても数十年の歳月は要するなど、危険を冒す割には穴の多過ぎる計画だが、その真の目的は「人間とカゲヤシは全く違う存在であり、決して相容れる事はない」という事を次期妖主である瑠衣に教え込む事であった。漫画版では「秋葉原のオタク達なら急に引きこもり化しても周囲にあまり不審がられない」と思われているからだと、主人公が推測している。

## 携帯アプリ
2012年6月29日にスマートフォン向けとして、GREEで『AKIBA’S TRIP for GREE』が配信された。プレーヤーは秋葉原でパトロールを行い、カゲヤシと戦ってメイドカフェを獲得していく。カゲヤシを倒すと、メイドカフェや服、武器などを獲得できる。手に入れたメイドカフェでは、メイドにパトロールなどで入手したアイテムを送ってご機嫌を取ることで、ポイントが一定時間ごとに得られるようになる。このポイントはパトロールでも獲得でき、戦闘に役立つ武器や防具などとの交換に使用できる。 同年11月26日サービス終了。

## 漫画版
電撃マオウ（アスキー・メディアワークス）より、本作のコミカライズ版が2012年4月27日発売の6月号から連載。作画は水田ケンジ。同年3月27日に発売された同紙5月号で予告編が掲載された。主人公のキャラ造りを行う必要上ある程度オリジナル要素を挟みつつ、基本的に原作の正規ルート（共存ルート）に沿った内容である。
- 『AKIBA'S TRIP』電撃コミックス（全3巻）
  1. 2012年9月27日第1刷発行 ISBN 978-4-04-886917-1
  2. 2013年4月27日第1刷発行 ISBN 978-4-04-891541-0
  3. 2013年12月21日第1刷発行 ISBN 978-4-04-866182-9

## AKIBA'S TRIP PLUS
『AKIBA'S TRIP』（以下、無印版）に多数の要素を追加した改良版。無印版のセーブデータはそのまま引き継ぐ事が出来る。当初は6月21日発売予定だったが一週間前倒しとなった。

### 変更点
- 無印版では音声付きのイベントはプロローグのみだったが、本作ではメインストーリーを全編に渡ってフルボイス化。
- キャラクターの3Dモデルのリファイン。無印版の3Dモデルはお世辞にもクオリティが高いとは言えなかったが、本作では大幅に改善され、原画に近いデザインになっている。また、イベントシーンのカメラワークも変更され、キャラの顔がよく見えるようになっている。
- 作中のダブプリシークレットライブのイベントがアニメーション化され、曲も新たに書き下ろされている。
- 発売時点の2012年の秋葉原を再現。
- 最高難易度「ホリック」の追加。高難易度「ヲタク」モードクリア後に選択可能。
- やりこみ要素の強化。衣装、武器の追加予定。サブイベント数は無印版の2倍に。
- 入手した衣装や異名を図鑑として鑑賞する事が可能。
- モーション、演出の強化。
- 読み込み時間の短縮

## 主題歌
- 曲名：「Dreamin'」
  - 歌手：ClariS

## インターネットラジオ
2011年4月27日から6月22日まで、HiBiKi Radio Stationで、『AKIBA'S TRIP ダブプリねっと！』が配信されていた。毎週水曜日更新。全7回。パーソナリティは中村繪里子（北田舞那 役）と内田真礼（北田瀬那 役）。
ゲスト
- アサウラ先生 - 第5回
- 間島淳司（ノブくん 役） - 第6回

## テレビアニメ
2016年9月15日に東京ゲームショウ2016にてテレビアニメ化が発表され、2017年1月より3月までTOKYO MX・BSフジ・AT-X・bilibili、Crunchyroll、Funimationその他にて『AKIBA'S TRIP -THE ANIMATION-』（アキバズトリップ ジ・アニメーション）のタイトルで放送された。略称は「アキバニ」。全13話。ストーリーはアニメオリジナルのものとなるが、ゲームシリーズで登場するキャラクターがアニメの方でも登場している。脱衣シーンはあるもののバストトップの描写は放送版でもディスク版でも存在しない。ゲーム同様に秋葉原に実在する店舗名がそのまま使用されており、エンディングで秋葉原協力店舗（法人）のテロップが表示される。また、アクワイアのマスコット「アクワイアちゃん」が各話で登場している。敵は原作での「カゲヤシ」ではなく「バグリモノ」という名称になっている。

### あらすじ
2017年、東京・秋葉原。アニメ、ゲーム、家電、メイドカフェなど様々なジャンルの店が建ち並ぶ "夢の街" とも言われているこの街は今、とある脅威によって危機に瀕していた。
ある日、主人公の伝木凱タモツ（でんきがい たもつ）は妹のにわかを連れていつものように秋葉原を訪れていた。そこで出会ったのは、謎の美少女・万世架まとめ（まよなか まとめ）。彼女は驚異的な身体能力を持ち、タモツ達の前に現れた謎の生命体・"バグリモノ" と戦う。のちにタモツ達も、まとめとバグリモノとの戦いに巻き込まれていき、タモツが瀕死の重傷を負ってしまう。まとめに "セツリゴエ" の儀式を施され一命は取り留めたものの、代償として秋葉原の街から出られないこと、そして服をすべて脱がされたら蒸発して死ぬことをまとめから告げられる。
負ければ死ぬ戦いを強いられたタモツは、有紗・アホカイネン（ありさ・あほかいねん） をはじめとした仲間達と共に、バグリモノ、そしてバグリモノ達によって成り立っている謎の組織・"メトロチカ" との戦いへと立ち向かう。

### 登場人物（アニメ）

#### メインキャラ（アニメ）
伝木凱 タモツ（でんきがい タモツ）
声 - 石谷春貴
1998年10月10日生まれ、年齢18歳。東京デンキ高校卒業。現在は浪人生。
アニメ版の主人公。青髪に青系のファッションが特徴的。バイクの免許を取得している。
古き良きオタクである青年で、一度何かに熱中すると徹底的に極める多趣味な性格。アイドル、アマチュア無線、格闘ゲーム、自作PC、カードゲームなど、各話数ごとに様々なコンテンツにハマっている。実際に相応なレベルの技術にまで持っていく能力と単純だが前向きな行動力を持つ。
第1話にて、敵に追い詰められたまとめを助けようとしてバグリモノに刺され瀕死状態に陥ったが、まとめの "セツリゴエ" によって上級バグリモノとなり蘇生し、まとめの眷属となる。負けると死ぬ戦いに自分が巻き込まれたと悟り、生きているうちにやりたいことをやり尽くそうと、趣味とその資金稼ぎのアルバイト漬けの日々を送っている。
第11話にて万世架うらめ（後述）によって "セツリゴエ" を施され元の人間に戻ってしまい、超人的な身体能力も失われた。まとめからも見放され、一時期は意気消沈になって自宅に引きこもっていたが、まとめとうらめが戦っているのを偶然映ったテレビの中継映像で目の当たりにし、我に返ってまとめを助けるために秋葉原に戻る。強引にまとめと再び "セツリゴエ" の儀式を行い、力を取り戻す。
まとめと共に闘っていくうちに、仲間、相棒としての絆が深まっていき、タモツに恋愛感情を抱いているマヨの一方で、タモツも徐々にまとめのことを異性として意識し始めていた。第13話のラストシーンにて、まとめから愛の告白と捉えられる言葉を受け、改めてお互いの気持ちを知り、晴れて恋人同士の関係になる。
ドラマCD『アキバズタイムトリップ 〜時をかけるタモツ〜』での台詞に「タモツの孫の孫」というものがあることから、タモツは将来子孫を残すであろうことが判る。
名前は電気街と、この作品にも作画で参加しているアニメーターの小川完（たもつ）のもじり。
万世架 まとめ（まよなか まとめ）
声 - 高橋李依（イヤホンズ）
アニメ版のメインヒロインでありタモツの相棒。赤髪に赤系のファッションが特徴的。見た目はツンとしたイメージなクールな美少女だが、女の子らしい描写もある、所謂 "ツンデレ"。有紗（後述）ほどではないが胸は大きくスタイルもいい。見かけによらず年齢は78歳であり、第二次世界大戦も経験している。本人曰く「破族の中では若い方」とのこと。
幼い頃に戦争で両親を亡くし、それ以降は祖母の女手一つで育てられた。バグリモノ退治専門の自警団をしている、上級バグリモノに値する破族。武器として木製バットを常に持ち歩いている。タモツからは『マヨ』、にわかからは『マヨ姉（ねえ）』、有紗からは『マー』と呼ばれている。秋葉原の自警団のメンバーであるのにもかかわらずオタクコンテンツにはあまり興味がなく、そちら方面にノリが偏重していくと会話についていけない時がある。
かつては、秋葉原の支配・滅亡を目論む組織・メトロチカの統率者である祖母・万世架ふかめ（後述）の下に就いていたが、秋葉原を訪れていくうちに街の人々の本当の心を知り、双子の妹・うらめを残しメトロチカと決別した。
初めてした "セツリゴエ"（=実質上のファーストキス）の相手のタモツを徐々に異性として意識し始め、他の女子（ぴゅう子含め）に気を取られていると不機嫌になる。なお、"セツリゴエ" の儀式にはキスをする必要があるため、なかなかしたがらなかったらしい。
過去の幼少期（戦後間もない、秋葉原の街が瓦礫と化していた頃）に食糧難を体験したことからかなりの大食いとなり、劇中では見た目やスタイルに反する見事な食いっぷりを見せている。街の人からは『バキューム万世架』という二つ名で呼ばれている。
基本的にテキパキと行動するしっかり者で、名の通り自警団の "まとめ" 役としてタモツ達と接しているが、誤魔化すのが苦手であることや、第5話にて飛んできたタモツのパンツを顔に押し付け匂いを嗅ぐなど、時折イメージとは程遠い、抜けた行動を取ることが回を増すごとに徐々に増えてきた。
メトロチカとの長年にわたる戦いが終わり、想いを寄せていたタモツと晴れて恋人同士の関係になった。第13話ラストの万世橋でのシーンにて、タモツと "セツリゴエ" ではない本当のキスをしようとするが、100年後の未来から来た有紗とにわかに邪魔される結果になり、挙句の果てにはやって来た二人にタモツもろとも無理矢理100年後の秋葉原へ連れて行かれてしまう。
ドラマCD『アキバズタイムトリップ 〜時をかけるタモツ〜』では、終戦して間もない頃のふかめに、「秋葉原はまた元気になる！」とタモツと共に伝える。
アイドルグループ・まにあ〜ずのメンバーとしても活躍中。
伝木凱 にわか（でんきがい にわか）
声 - 高野麻里佳（イヤホンズ）
タモツの妹で、ライトなオタクの中学生。ピンク髪に年相応のファッションが特徴的。
純粋無垢な性格で、兄のタモツと一緒に出掛けて遊んだりするのを心から楽しむほど、かなりのブラコンである。学校もある故に、これまでは頻繁に秋葉原を訪れることはなかったが、兄とまとめの出会いをきっかけに頻繁に秋葉原を訪れるようになる。
有紗共々、タモツとまとめが恋人同士になることを期待し、何かしら二人をくっつかせるきっかけになるであろうイベントを持ち掛けていた節がある。
ドラマCD『アキバズタイムトリップ 〜時をかけるタモツ〜』では、1998年の自分の両親をどうにかしてくっつかせるために尽力する。
アイドルグループ・まにあ〜ずのメンバーとしても活躍中。
有紗・アホカイネン（ありさ・アホカイネン）
声 - 長久友紀（イヤホンズ）
フィンランドからやってきた謎深き外国人。年齢は20歳未満。金髪でスタイルも良く巨乳である。
オタク同士で、趣味嗜好が一致していたことをきっかけにタモツと意気投合し、（高い身体能力と外見からバグリモノと勘違いされて）まとめに襲撃された後は壊してしまったフィギュアを買い取り完成させたまとめの様子を見て仲良くなり、タモツ達の自警団の一員となる。
普通の人間でありながら、バグリモノと戦えるほど身体能力が異様なまでに高く、中国武術を使って闘う。チャイナ服、バニー衣装、チアガール、巫女服、ウエスタン風な衣装など、毎話異なるコスプレをしているが、制作陣曰く「特に意味はない」とのこと。タモツ・まとめと違って服が全損しても死ぬ心配がないためか、よく下着姿または全裸になる。このため戦闘後は露出してしまった上半身を手で隠していることが多いが、羞恥心はあまりなく笑顔のままである。何かにつけて自分から脱ぐことも多いため、まとめやにわかが頻繁に制止する役割を担っている。
見かけによらず、アメリカの難関大学を飛び級で合格するほどの天才的頭脳の持ち主である。10年前に大学を卒業して以降、『自分探し』の為に世界中を転々とし、その過程で中国武術の修行をした。
第12話では、「父親が突然病気で倒れた」と言う一報を受け母国へ帰ることになったが、実際はペットが倒れただけであって命の心配もないということでラストで再び日本に戻り、最終決戦へと身を投じる。
アイドルグループ・まにあ〜ずのメンバーとしても活躍中。

#### その他の人物（アニメ）
タスジン・ラトゥ
声 - 久野美咲
まとめの協力者。インド出身の研究者で、見た目こそ幼いがれっきとした大人。フルネームはかなり長く「タスジン・ナジャマルダネ・バンガルデンガル・ラジャラジャマハラジャ・ビレンバラバレンバラ……」と途中までしか語られず、単に「博士」と呼ばれる。先読み能力が強いのか、何かあるたびにピンポイントで事態の打開に有用なアイテムを用意してくる事が多い。第13話では、人々の「アキバを守りたい」という願いを具現化するサイリウム型の「ご都合主義極まりないとっておきのアイテム」を開発し、ふかめとの最終決戦での2人の勝利に大きく貢献した。
ドラマCD『アキバズタイムトリップ 〜時をかけるタモツ〜』では、タモツとにわかの両親と親交があることが判明する。
移動は、セグウェイの様な乗り物で行う。
かげさん / 面影 三太（おもかげ さんた）
声 - 中田譲治
無職だが全く生活に困った様子も無く秋葉原を徘徊している男性で、『アキバの主』と言われている。タモツにフィギュアなどのグッズの入荷情報を提供している。
某カードゲームで禁止カードばかりのデッキを作って小学生相手に圧勝するなど、えげつない行為がたまに語られる。
第12話ではアキバ禁止法の反対運動に参加している。参加者の多くは彼の人脈で集められたもので、反対運動のリーダーと見なされている。最終回でアキバ特命大臣に就任。
約30年前、まだ現役アイドルだった紅影千房（後述）の親衛隊の隊長を務めていたことが、ドラマCD『アキバズタイムトリップ 〜時をかけるタモツ〜』にて判明する。
水道橋
声 - 本多真梨子
中央通り自警団の団長。男子のようにも見えるボーイッシュな出で立ちだが、リンゴほっぺとまつげで女の子だと判る風貌である。当初はタモツ達とは対立関係にあったが、徐々にその関係は緩和されていき、度々タモツ達の戦いに巻き込まれてしまう。
新倉 マスト（にいくら マスト）
声 - 興津和幸
「クラマスTV（ティーヴィー）」というチャンネルを運営し、アキバのニュースを配信しているGONTuber。謎の女に従い、アキバで発生したバグリモノ絡みの事件の情報を攪乱しているが、時折「これはやり過ぎではないか？」と思ってしまう。第13話にてふかめのえげつない脅威に怖気付き、一人逃亡を図るがタモツとまとめに見つかりボコボコにされる。その後はクラマスTVで呼びかけを行い、タモツとまとめを応援する人々の動員に助力している。
謎の女性 / 万世架ふかめ（まよなか ふかめ）
声 - 浅野真澄
黒ずくめの服を着た女性。新倉マストを使い情報攪乱をしている。電子をバグリモノに変えたので破族と思われる。その正体はまとめ、うらめ（後述）の祖母であり、破族の長である実行部隊メトロチカ統率者。第二次世界大戦での経験から、愚かな人間達の過ちをこれ以上起こさせないよう秋葉原を支配することを決意する。第13話にてタモツとまとめと対峙。2人からの説得を受けるも考えは改めず、自ら秋葉原を更地にしようと覚醒し巨大生物に姿を変える。まとめを取り込み破壊活動を始めるが、結果的にタモツとまとめに倒される。その後、今まで自分がやってきたことは間違っていたことを深く認め、タモツとまとめにこれからも秋葉原を守るよう、そしてタモツに「まとめをよろしく」と伝言を遺し、二人に看取られる形で蒸発した（が、肉体的には滅したものの、魂は情報を聞き出すためにラトゥが開発した掃除機のようなマシンに吸引された。後の動向は描かれていない）。
小桜、昌平、聖
声 - タカオユキ（みみめめMIMI）（小桜）、河西健吾（昌平）、田島章寛（聖）
中央通り自警団の団員達。小桜は女性、昌平はモヒカン頭の男性、聖はオカマ口調の巨漢。
空閑 真白（くが ましろ）
声 - 橋本ちなみ
斡旋業者「マシロの何でも紹介所」経営。『AKIBA'S TRIP Festa!』からのゲスト出演。第12話ではアキバ禁止法の反対運動に参加している。
『AKIBA'S TRIP Festa!』（アキバズトリップ フェスタ）は『AKIBA'S TRIP』シリーズのPCブラウザ＆スマートフォンゲーム版。2016年度冬にリリース予定だったが2017年4月18日に延期され、原作での登場よりアニメへのゲスト出演が先になった。なお、同年9月22日にサービスを終了した。
九十九 百（つくも もも）
声 - 桃井はるこ
EDクレジットでは「モモ」。まとめと面識がある、アキバの人気フリーエージェントメイド。身長がかなり高い。メイド喫茶にて、タモツがアルバイトを探しているところに現れ、「マシロの何でも紹介所」を紹介する。正体は警視庁地検特別公安囮捜査官、九十九百地猛虎桃（つくもももちもうこもも）。
カティ・ライコネン
声 - 山崎はるか
メイドカフェ店員。『AKIBA'S TRIP2』からゲスト出演。第12話ではアキバ禁止法の反対運動に参加している。
アクワイアちゃん
アクワイア公式キャラクター。髪の色が白黒ツートンカラーになっているのが特徴。各話カメオ出演している。第12話にてアキバ禁止法の反対運動に参加している。
師匠
声 - 綾瀬有
第6話より登場。ケバブ屋のシーンで食事をしている。第8話ではエスカレーターのシーンでアクワイアちゃんと共に登場している。『AKIBA'S TRIP』『AKIBA'S TRIP Festa!』からのゲスト出演。
イヤホンズ & コロリちゃん
本作のアニメーション制作担当会社・GONZO（ゴンゾ）が2015年に制作したテレビアニメ『それが声優!』に登場するキャラクター。
コロリちゃんかイヤホンズが度々、フィギュアやぬいぐるみなど劇中にカメオ出演している。
伝木凱ヒロシ（でんきがい ひろし）
声 - 石谷春貴（ドラマCDのみ）
タモツとにわかの実父。眼鏡をかけており、全体的な容姿はタモツに近い。第13話でのまとめの回想に登場。のちに本作のBlu-ray BOX Vol.2に同封されているドラマCDにも、1998年のヒロシとして登場する。息子のタモツに似て、若干ノリが変である。2017年現在では、タモツとは微妙な関係にある。
昭和通マモリ（しょうわどおり まもり）
声 - 高野麻里佳（ドラマCDのみ）
タモツとにわかの実母。おっとりした性格で、全体的な容姿はにわかに近い。上記のヒロシ同様、第13話でのまとめの回想に登場。のちに本作のBlu-ray BOX Vol.2に同封されているドラマCDにも登場し、ラトゥの研究にヒロシと共に携わっていたことが判明する。

#### 各話ゲストキャラ
TRIP1（第1話）
ボス
声 - 石原夏織（ゆいかおり）
バグリモノと化したコスプレイヤーグループのリーダー。第13話にて再登場。
TRIP2（第2話）
バードマン店長
声 - 玄田哲章
ガン&ミリタリーショップ「ECHIGOYA」アキハバラ店店長で上級バグリモノ。脱衣弾という衣服のみを効果的に破壊する弾丸を使用する。タモツらとの戦闘の末、タモツに衣服を脱がされ蒸発した。第13話にて再登場。
水島上等兵
声 - 峰健一
バードマン店長の部下。普通の人間だったがバグリモノが暴れている状況下でも店長に忠実。ただし見ればわかる状況報告を繰り返すのみで戦闘の役には立たなかった。
TRIP3（第3話）
汐田 伊緒（しおた いお）
声 - 芹澤優（i☆Ris）
人気上昇中のGNZ34の元センターのアキバ系アイドル。名前通りの塩対応が売り。タモツが大ファンになる。
紅影 千房（べにかげ ちぶさ）
声 - たかはし智秋
まとめ達をスカウトした、元巨乳アイドルのプロデューサーで下級バグリモノ。人間に戻った後もまにあ〜ずのプロデュースをしている。第11話～第13話にて再登場し、アキバ禁止法の反対運動に参加した。第13話ラストのアキバフェスでのまにあ～ずのライブステージのシーンでは、彼女らの輝きぶりに感極まり舞台袖で涙した。
ドラマCD『アキバズタイムトリップ 〜時をかけるタモツ〜』では、1985年の現役時代の姿として登場。
ナイス村々（ナイス むらむら）
声 - 島田敏
紅影の専属カメラマン、上級バグリモノであり、紅影を操っていた。かなりのパワーを誇り、有紗をも圧倒する。第13話にて再登場。
TRIP4（第4話）
毒島 電子（ぶすじま でんこ）
声 - 竹達彩奈（petit milady）
秋葉原に幻の第2東京タワー（秋葉原タワー）を建設しバグリモノ電波を発信し全ての通信機器を破壊する。昔ラトゥの同僚の研究員であったが、第2東京タワー招致断念の後、放浪の末自殺を図ろうとしていた所、謎の女に下級バグリモノにされた。第12話にて再登場し、アキバ禁止法の反対運動に参加している。
柳生田ダイポール博士（やぎゅうだ ダイポール はかせ）
声 - 木田祐
ラトゥと毒島の筑波科学センター時代の恩師。第2東京タワー建設招致に失敗し破産、現在はブラジルでガリンペイロをしているため、連絡手段を持たない彼とコンタクトを取るためタモツ達はアマチュア無線でモールス信号を送る手段で通信を行った。第12話では、アキバ禁止法の反対運動に参加している。
顔がはっきりと見えない。正面から画面に映るときは、顎鬚より上は見切れたり遠くから小さく映している。
TRIP5（第5話）
マツコ
声 - 悠木碧（petit milady）
天才美少女ゲーマー。タモツに『ストリートファイターII'ターボ』で圧勝した後に、『ストリートファイターV』の大会で勝負をすることになる。ゲームではリュウ使いで、初戦はわざと負けて相手を分析する。羞恥神拳の使い手らしく、服を脱いでも羞恥心は感じないものの、ヘンなアホ毛を見られることは恥ずかしいらしい。第12話にて再登場し、アキバ禁止法の反対運動に参加している。
プロデューサー
声 - 土田玲央
ガイルのコスプレをしたゲーム大会の解説役。無駄なウンチクを語りだす。実はにわかを拉致しタモツとマツコを戦わせたバグリモノだったが、一撃で吹っ飛ばされるほど弱かった。最後は空高く飛んで行き蒸発したか分からなかったので上級か下級か不明。
TRIP6（第6話）
ぴゅう子 / ぴゅう子改2（ぴゅうこかいに）
声 - 小倉唯（ゆいかおり）
元はタモツの自作パソコンにラトゥ博士が製作した音声ナビゲーション付オリジナルOS「ラトゥックス（LAtux）」。タモツがOSにぴゅう子と名付け、更にラトゥ博士がボディを改造し自立歩行型ロボット「ぴゅう子改2」となった。タモツと過ごすうちにタモツが愛した秋葉原を守りたいと思うようになり、自爆寸前のバグリモノの巨大パソコンロボと道連れに大空に散る。行動原理に反するこの行いは、様々な思い出が詰まった秋葉原を巨大なデータベースと解釈することで「データの保存」という自分の優先事項に抵触させたと推測している。実は破壊されておらず最終回で宇宙より帰還した。
ローリー・バーバラ
声 - 久川綾
格安ショップパソコンを販売するモフマップ社長。上級バグリモノでパソコンに偽装した小型ロボを販売していた。着るのも大変な体型補正プロテクターを着けており、実はメタボ体型。タモツ達に襲撃され、倒される直前に小型パソコンロボ達を合体させた巨大ロボを起動させ暴走させるが、電源が切られたことにより半径5kmが吹き飛ぶ威力の自爆モードが起動する。しかし、ぴゅう子改2が自分ごと空に運んだため、秋葉原での爆破は防がれた。
パーツハンターのジャッカル
声 - 岩中睦樹
パソコンパーツショップを廻り目ぼしいパーツを見つけては他のパーツの下に埋めていく自作パソコン通には知られた人物。結果、見つけた掘り出し物を尾行されて先に買われてしまっているが自覚しているのか不明(そもそもさっさと買わない彼の問題でもある)。
TRIP7（第7話）
黒井勤
声 - 高木渉
メイド執事居酒や「ゴンちゃん」社長。上級バグリモノで、従業員を持ち上げつつ安い賃金(というか「ありがとう」と書かれた紙きれなので無報酬)で非人道的な労働を強いるブラック企業。
二四 時労（にし じろう）
声 - ランズベリー・アーサー
「ゴンちゃん」執事リーダー。バグリモノではなく洗脳されていただけ。
祝日土働
声 - 原紗友里
「ゴンちゃん」メイドリーダー。バグリモノではなく洗脳されていただけ。
石油王
声 - 大曽根将
ネットオークションでフィギュアを高額落札していた。
TRIP8（第8話）
シ・ショウ(SHI SHOW)
声 - 田丸篤志
有紗が中国で拳法の修行したときの師匠。大量の炊飯器が入った箱を頭に載せて運んでいた。家族を人質に取られ下級バグリモノになりリサの下僕（しもべ）となっており、秋葉大武闘会で有紗と対決する。「シ・ショウ」は武闘会でのリングネームで、本名も同じかは不明。第12話にて再登場し、アキバ禁止法の反対運動に参加している。
出井馬リサ・マクマホワイト（ディーバ リサ マクマホワイト）
声 - 中川翔子
シ・ショウのプロデュースをしている格闘界の謎の敏腕プロモーター。上級バグリモノで、師匠を下僕として炊飯器を爆買いさせていた転売屋でもある。秋葉大武闘会を開催しシ・ショウと有紗を戦わせたが、タモツと有紗に倒される。
TRIP9（第9話）
政田 池輝（まさだ いけてる）
声 - 小野大輔
プリンセスカンパニー社長。アキバ自警団に姫（女性社員）を派遣しサークルクラッシャー（サークラ）を起こし解散に追い込みアキバ支配を進めようとしていた。肉弾戦ならカードでバットを寸断できるほど強いが、暴力は美学に反するためタモツにカードゲーム『バトルクリーチャー』を挑む。敗北した際は、何故か勝手に爆発して全裸になった。蒸発しなかったので、上級バグリモノ並みに強い下級バグリモノだったらしい。髪はかつらで自前の髪はかなり少ない（バグリモノはかつらも変色させるということになる）。
なお、自警団はサークラが消えたことで元に戻った。
第12話にて再登場し、アキバ禁止法の反対運動に参加している。
みうみう
声 - 三森すずこ（ミルキィホームズ）
プリンセスカンパニーの姫。中央通り自警団の分裂を目論んだサークラ。
テツ子（てつこ）
声 - 橘田いずみ（ミルキィホームズ）
プリンセスカンパニーの姫。鉄オタの自警団の分裂を目論んだサークラ。
セイクリッド・エンジェル
声 - 佐々木未来（ミルキィホームズ）
プリンセスカンパニーの姫。ネトゲオタクの自警団の分裂を目論んだサークラ。セイクリッド・エンジェルはハンドルネームで本名不明。
こにたん
声 - 徳井青空（ミルキィホームズ）
プリンセスカンパニーの姫。アニメオタクの自警団の分裂を目論んだサークラ。
隠れ巨乳
声 - 田中貴子
カードゲーム『バトルクリーチャー』のクリーチャー。
TRIP10（第10話）
ブラックホール黒田（ブラックホール くろた）
声 - 稲田徹
アメリカンドッグ大盛世界チャンピオンでフードソルジャー。ミニマムタシロ（表記不明）に負けて失踪中だったが、「らーめん影武者」で難癖を付けており、まとめと「秋葉原大食い大会」を行う。上級バグリモノになっており、不利になると禁じ手の「暗黒喰い」「アキバ凄く高いビル（UDX）喰い」を駆使するもタモツの気転もあり敗北する。しかし敗北後に正体を現し、体内にある幽門（異空間への門）を開いて周囲のあらゆる物を口から吸い込み始めた。服を脱がされ消滅した後、幽門を閉じていたときに食べたラーメンのみが残った。
タモツの友人
声 - 松本健太
タモツの中学時代からの友人（にわかによると、タモツの友人は数人しかいない）。タモツは彼のことを自分以上に女にもてないタイプと思っていたため、再会したときに彼女を連れてきていることを認識できずにいて、ようやく理解したときに激しいショックを受けた。しかしこれが、タモツがまとめのことを異性として認識させる一つのきっかけとなった。
TRIP11（第11話）
万世架 うらめ（まよなか うらめ）
声 - 高橋李依（イヤホンズ）
見た目がまとめと瓜二つな、セーラー服を身に纏っている謎の少女。自らバグリモノを引き連れて壁に落書きをしたり、街路樹を切り倒したりなど秋葉原の街を滅茶苦茶にし、その罪を "でんきマヨネーズ" になすり付けた張本人。戦闘力はまとめでさえ押されてしまうほど。武器として刀を使用している。第11話のラストにまとめに成りすましてタモツを呼び出し、第1話でまとめが行った "セツリゴエ" の儀式をタモツに施し、タモツを元の人間に戻した。その正体はまとめの双子の妹であり、自分を残して祖母の下を去った姉を長年に渡って恨んでいる。第12話にてまとめの処分のため再び対峙し戦うも、突如現れたタモツにより倒され、その後反撃を試みるも空から戻ってきた有紗の尻の下敷きになってダウンした。
そのショックで記憶を失っていたが、まにあ〜ずのライブ映像を見て自分をまとめだと勘違いし、ラトゥがふかめを倒す作戦として計画したまにあ〜ずのライブにまとめの代役として参加した。その後も、アキバフェスのライブイベントでまとめの代わりにステージに立っている。その後、記憶を取り戻したかどうかは描かれていない。
性格は冷徹であり、祖母のためなら姉を殺すことさえいとわないほど。だが監督曰く、冷たい性格は本来のものではなく、記憶を失くした状態のゆるい性格が実際幼少期からあった彼女の性格である。
ニセタモツ、ニセ有紗（仮称）
声 - 不明
うらめが率いていたタモツ役と有紗役の下級バグリモノ。服装と髪型は似せているが、顔と体型は本物と全然違う。肥満体の大男と太くてたくましい大女で、打撃の威力が皮下脂肪や筋肉に無効化されて通じない。バグリモノ化によって肉体が別人の姿に変わった作中初の事例で、服を脱がされ人間に戻ると痩せた男性と小柄な少女になった。このときは髪の色と型は変化無く青髪と金髪だったが、第13話でアキバフェスの会場に現れたときは、ニセタモツも金髪だった。
清井しぐさ大臣（きよい しぐさ だいじん）
声 - 中村繪里子
政府大臣。政府の文化省はオタク文化を推進する「ナイスジャパン政策」を行ってきたが、彼女はオタクやオタク文化を激しく嫌っている。メトロチカの支援を受けて特別風紀大臣に就任し、「秋葉原禁止法（アキバ禁止法）」を成立させた。禁止法を盾にアキバフェスを開催初日に（施行前日にも拘らず）急遽中止にし、その後も「秋葉原浄化隊」を結成し、「秋葉原生き生き清掃活動」と称して弾圧を続ける。第13話にて逃亡を図るも、待ち伏せていたモモに逮捕される。なお逮捕状に31歳と記されていた。
TRIP12（第12話）
天川 太陽（てんかわ たいよう）
声 - 羽多野渉
ゲームデザイナー。アキバ禁止法の反対運動に参加した一人。「大東京トイボックス」からの特別出演。
月山 星乃（つきやま ほしの）
声 - 斎賀みつき
アキバ禁止法の反対運動に参加した一人。天川同様、「大東京トイボックス」からの特別出演。
ゴールドリッチ・ダイヤモンド13世
アメリカ最大の財閥、シャングリラ・トロフィー社会長。有紗を次期CEOに推している。死期が近いため有紗をアメリカに呼んだが、実は病気なのはペットの「度を越してジャイアントなパンダ」ビリビリ君の方であった。ビリビリ君は有紗の調合した薬で完治したので、有紗は日本に戻ることができた。
TRIP13（第13話）
おとといフライデー
声 - 小島みなみ、紗倉まな
ふかめにより直接セツリゴエを施され、ふかめの親衛隊となった大幹部。かつてタモツ達に倒され消滅したものの10倍に強化され蘇った再生バグリモノを率いてタモツたちを襲撃したが返り討ちにされる。その際に服を一部残されたため消滅せず、ふかめに助けを乞うもボッシュートされ、その後はタモツ&まとめを応援する輪に加わっている。
実在の音楽ユニット「おとといフライデー」のメンバーが本人役で出演。

### 用語
バグリモノ（破繰者）
秋葉原に出没する怪異。その実態は不明で人間を襲って仲間を増やしているという都市伝説レベルでしか知られていない。髪の一部が変色している。常人を遥かに上回る身体能力を持っている。結界に阻まれて秋葉原から出ることができない。大気に弱いため、服を脱がされると大気に触れている肌の面積の分だけ消耗し、下着のみのほぼ全裸以上の状態になると倒される。
クロバグ
人型の魔物。人間に取り憑いて下級バグリモノを作ったり、そのままで戦闘に参加したりする。取り憑いた人間が倒されると蒸発して消滅する。
下級バグリモノ
人間がクロバグに取り憑かれてできるバグリモノ。倒されると取り憑いていたクロバグが蒸発し元の人間に戻る。
上級バグリモノ
破族が人間にセツリゴエを施して作り出すバグリモノ。破族の眷属。下級よりさらに強い。倒されると蒸発して人間に戻ることなく死亡する。
破族（はぞく）
バグリモノを生み出す力を持った存在。姿は人間と見分けがつかないが、不老長寿である。"セツリゴエ"（表記不明）という儀式で人間から上級バグリモノを作り、眷属とする。髪の一部が白い、大気に弱いため服を脱がされると倒され死亡するなどの点は上級バグリモノと同様（というより、破族の力の一部を与えられた上級バグリモノが破族と同様になる）。
メトロチカ
まとめが倒そうとしているバグリモノの組織。現在は廃駅になっている東京メトロ銀座線の旧万世橋駅構内を改装・拡張し、組織のアジトとしている。仲間を増やしアキバを乗っ取ることが目的と言われる。実際は既に長きに亘ってアキバを影から支配していた。かつてはまとめも組織の下に就いていたが、アキバの人々の人情に心揺さぶられ、組織と決別。
でんきマヨネーズ
まとめの自警団。元々名前は無かったがタモツが2人の苗字を合成して命名した。有紗が一度抗議したときに「でんきマヨネーズと愉快な仲間たち」としたが結局「でんきマヨネーズ」で定着した。「電気マヨネーズ」と書いている場合もある。
元は倉庫に使用されていたビルの地下室を拠点兼まとめの住居にしており、タモツもそこに住むことになった。ラトゥの「特製シャワールーム」が設置してあり、その中では破族やバグリモノが全裸になっても死なない。
まにあ〜ず
まとめ、にわか、有紗の3人で結成したアイドルグループ（だが、第13話ではまとめの代わりにうらめがライブに参加している）。当初はバグリモノの邪悪な計画によって結成されたが、人間に戻った千房が本格的にアイドルとしてプロデュースすることになった。その後も、秋葉原にて開催されるイベントに多数出演。第13話のクライマックスシーンでは、秋葉原の平和を守るために戦っているタモツとまとめを応援するために、街の大勢の人々を動員してライブイベントを敢行する活躍を見せ、ラストシーンではアキバフェスのライブステージに出演した。ユニット名は、3人の名前の冒頭1文字を繋いで命名した。イメージカラーは、まとめ（うらめ）＝黄、にわか＝青、有紗＝ピンク。モチーフとなったのは、本アニメのメインキャラクターを演じている声優（高橋李依、高野麻里佳、長久友紀）らによって結成されている声優ユニット・イヤホンズ。

### スタッフ
- 原作 - ACQUIRE
- 監督 - 博史池畠
- シリーズ構成 - 兵頭一歩
- キャラクターデザイン - 満田一
- プロップデザイン - 杉村友和
- 衣装デザイン - 濃野真子
- 美術設定 - 松本健治
- 美術監督 - 田尻健一
- 色彩設計 - 歌川律子
- 撮影監督 - 林コージロー
- 編集 - 廣瀬清志
- 3DCGディレクター - 長嶺明音
- 音響監督 - 本山哲
- 音楽 - エンドウ.
- 音楽制作 - EVIL LINE RECORDS
- 音楽プロデューサー - 平野宗一郎
- プロデューサー - 星野禎、齋藤雅弘、安倍孝二、金子広孝、塩田友、遠藤哲也、礒谷徳知、伊藤幸弘、納谷僚介、見市敏之、福士洋介
- アニメーションプロデューサー - 奥山真吾
- アニメーション制作 - GONZO
- 製作 - AKIBA'S TRIP製作委員会（GONZO、DLE、bilibili、TOKYO MX、ドコモ・アニメストア、DMM、AT-X、BSフジ、スタジオマウス、エクサインターナショナル、創通音楽出版）

### 主題歌（アニメ）
オープニングテーマ「一件落着ゴ用心」
作詞 - 只野菜摘 / 作曲・編曲 - 横山克 / 歌 - イヤホンズ / 客演 - 串田アキラ
エンディングテーマ
「ENDING COMPILATION PROJECTS」と題して、10組のアーティストが各話ごとに担当する。3月22日に、これらを収録したコンピレーションアルバム『AKIBA'S COLLECTION』がリリースされた。
「B Ambitious!」（第1話）
作詞 - 7chi子♪ / 作曲 - 渡邉俊彦 / 編曲 - 大久保薫 / 歌 - ゆいかおり
「リライミライ」（第2話）
作詞・作曲 - ユカ / 編曲 - ゆうゆ / 歌 - みみめめMIMI
「サンキトウセン！」（第3話、第4話、第12話）
作詞・作曲・編曲 - エンドウ. / 歌 - イヤホンズ（第3話、第12話エンディング）、まにあ〜ず（第3、11、13話挿入歌・第4話エンディング）
「超反応ガール」（第5話）
作詞 - NAGAE / 作曲 - 南直博 / 編曲 - 西岡和也 / 歌 - A応P
「心のメモリー」（第6話）
作詞 - 咲岡里奈 / 作曲・編曲 - 松坂康司 / 歌 - every♥ing!
「恋に新参！」（第7話）
作詞 - 大槻ケンヂ / 作曲・編曲 - 山田高弘 / 歌 - 中川翔子 / 客演 - レディビアード
「Fighting☆Dramatic」（第8話）
作詞 - 南野Emily / 作曲・編曲 - 山崎真吾 / 歌 - ミルキィホームズ
「セカイじゅうのAKIHABARAで」（第9話）
作詞・作曲・歌 - 桃井はるこ / 編曲 - Haraddy
「空腹からやりなおせ！」（第10話）
作詞 - 中村彼方 / 作曲 - 浅原康浩 / 編曲 - 佐藤清喜 / 歌 - petit milady
「DIVE TO LIVE」（第11話）
作詞・作曲・編曲 - エンドウ. / 歌 - i☆Ris

挿入歌「ヨロコビノウタ」（第13話）
作詞 - 岩里祐穂 / 作曲 - フレデリック・フランソワ・ショパン（夜想曲）、ヨハン・パッヘルベル（カノン）、ヨハン・ゼバスティアン・バッハ（G線上のアリア）、クリスティアン・ペツォールト（メヌエット）、ジョルジュ・ビゼー（カルメン）、ジョアキーノ・ロッシーニ（ウィリアム・テル）、ゲオルク・フリードリヒ・ヘンデル（ハレルヤ）、ルートヴィヒ・ヴァン・ベートーヴェン（歓喜の歌） / 編曲 - エンドウ. / 歌 - まにあ〜ず

### 各話リスト
| 話数    | サブタイトル                                              | 脚本     | 絵コンテ                    | 演出                       | 作画監督                                                                          | 総作画監督        |
| ------- | --------------------------------------------------------- | -------- | --------------------------- | -------------------------- | --------------------------------------------------------------------------------- | ----------------- |
| TRIP 1  | AKIBA'S FIRST TRIP                                        | 兵頭一歩 | 博史池畠                    | 博史池畠                   | 満田一                                                                            | 満田一            |
| TRIP 2  | チーム結成、略して電マ                                    | 兵頭一歩 | 博史池畠                    | 川久保圭史                 | 清丸悟                                                                            | 清丸悟            |
| TRIP 3  | アイドルデビューできると聞いて、 ホイホイついていった結果 | 雑破業   | 川口敬一郎                  | 北井嘉樹                   | 本田敬一                                                                          | 佐々木貴宏        |
| TRIP 4  | 無線HAMファイターズ                                       | 兵頭一歩 | 博史池畠                    | 北井嘉樹                   | Kim Bongdeok Park Jaeseok                                                         | 佐々木貴宏        |
| TRIP 5  | 負ける要素、なし！                                        | 佐藤裕   | 博史池畠                    | 博史池畠                   | 吉岡敏幸                                                                          | 満田一            |
| TRIP 6  | メモリがいっぱい                                          | 雑破業   | 八谷賢一                    | 八谷賢一                   | 鎌田均                                                                            | 佐々木貴宏        |
| TRIP 7  | 無理というのはウソつきの言葉                              | 佐藤裕   | 反里小也                    | 反里小也                   | 野崎麗子                                                                          | 満田一            |
| TRIP 8  | 秋葉原大武闘会                                            | 佐藤裕   | 川口敬一郎                  | 博史池畠                   | 桑原寿弥                                                                          | 佐々木貴宏        |
| TRIP 9  | ゲームのカードで 戦ってしまったのですが！                 | 雑破業   | 青柳隆平 博史池畠（アバン） | 青柳隆平 山田山男 博史池畠 | 満田一、吉岡敏幸 Park Jaeseok                                                     | 満田一            |
| TRIP 10 | 幽門開いてしまったのですか?!                              | 佐藤裕   | 博史池畠                    | 吉川志我津                 | 清丸悟                                                                            | -                 |
| TRIP 11 | 真夏のアキバフェス開幕！                                  | 雑破業   | 杉村苑美                    | 杉村苑美                   | 清水博幸                                                                          | 満田一            |
| TRIP 12 | 電マがバラバラじゃねーか！                                | 兵頭一歩 | 博史池畠                    | 高橋正典                   | 野崎麗子、土屋圭                                                                  | 佐々木貴宏 満田一 |
| TRIP 13 | AKIBA'S LAST TRIP                                         | 兵頭一歩 | 博史池畠                    | 博史池畠                   | 満田一、大隈孝晴 Park Jae seok、北川隆之 鎌田均、李少雷 杉村友和、桑原寿弥 土屋圭 | 満田一 清丸悟     |

### 放送局
| 放送期間               | 放送時間                     | 放送局   | 対象地域 | 備考                                       |
| ---------------------- | ---------------------------- | -------- | -------- | ------------------------------------------ |
| 2017年1月4日 - 3月29日 | 水曜 22:30 - 23:00           | AT-X     | 日本全域 | 製作委員会参加 / CS放送 / リピート放送あり |
|                        | 水曜 23:30 - 木曜 0:00       | TOKYO MX | 東京都   | 製作委員会参加                             |
| 2017年1月9日 - 4月3日  | 月曜 1:30 - 2:00（日曜深夜） | BSフジ   | 日本全域 | 製作委員会参加 / BS放送                    |

| 配信期間               | 配信時間                     | 配信サイト |
| ---------------------- | ---------------------------- | --- |
| 2017年1月6日 - 3月31日 | 金曜 12：00 更新             | dアニメストア |
| 2017年1月7日 - 4月1日  | 土曜 0:00 - 0:30（金曜深夜） | ニコニコ生放送 |
|                        | 土曜 0:30（金曜深夜） 更新   | ニコニコチャンネル |
| 2017年1月8日 - 4月2日  | 日曜 0:00（土曜深夜） 更新   | Amazonビデオ（Amazonプライム・ビデオ）                                                                                         |
|                        | 日曜 0:30 - 0:56（土曜深夜） | AbemaTV 新作アニメch |
|                        | 日曜 12：00 更新             | フジテレビオンデマンド GYAO! U-NEXT アニメ放題 ショウタイム ハッピー動画 ビデオマーケット DMM.com ひかりTV ビデックスJP [ 13 ] |
| 2017年1月9日 - 4月3日  | 月曜 12：00 更新             | J:COMオンデマンド ビデオパス                                                                                                   |
| 2017年1月11日 - 4月5日 | 水曜 12:00 更新              | PlayStation Store |
| 2017年1月15日 - 4月9日 | 日曜 12:00 更新              | バンダイチャンネル Hulu TSUTAYA TV                                                                                             |

| 配信期間               | 配信時間        | 配信サイト   | 対象地域 | 備考                                      |
| ---------------------- | --------------- | ------------ | -------- | ----------------------------------------- |
| 2017年1月4日 - 3月29日 | 水曜 22:30 更新 | ビリビリ動画 | 中国大陸 | 製作委員会参加 / 中国語（簡体字）字幕あり |

### BD / DVD
| 巻 | 発売日       | 収録話         | 規格品番  |
| -- | ------------ | -------------- | --------- |
| 1  | 2017年4月4日 | 第1話 - 第6話  | GDBB-1195 |
| 2  | 2017年6月2日 | 第7話 - 最終話 | GDBB-1196 |

| 巻 | 発売日       | 収録話          | 規格品番  |
| -- | ------------ | --------------- | --------- |
| 1  | 2017年4月4日 | 第1話 - 第3話   | GDDS-1101 |
| 2  | 2017年5月2日 | 第4話 - 第5話   | GDDS-1102 |
| 3  | 2017年6月2日 | 第6話 - 第7話   | GDDS-1103 |
| 4  | 2017年7月4日 | 第8話 - 第9話   | GDDS-1104 |
| 5  | 2017年8月2日 | 第10話 - 第11話 | GDDS-1105 |
| 6  | 2017年9月2日 | 第12話 - 第13話 | GDDS-1106 |

### Webラジオ
『アキバ電波警団』（アキバでんぱけいだん）は、2017年1月6日より3月31日までニコニコ生放送にて金曜23時30分に配信されていた番組。基本は固定の静止画を表示したまま音声を流すラジオ番組だが、必要に応じて告知情報やアニメのシーンなどの画像も表示する。パーソナリティは伝木凱タモツ役の石谷春貴と伝木凱にわか役の高野麻里佳。
前半無料パートと後半会員パートの二部構成。当初は1枠でまとめて配信していたが、ニコニコ生放送では土曜0時00分からアニメ本編を放送するので、ラジオ後半はアニメと同時放送になっていた。2月3日から2枠に分けて、前半を23時59分までに終了し後半を0時30分から開始することにしたため、ラジオとアニメを同時に視聴する必要が無くなった。
| TOKYO MX 水曜23:30枠                          | TOKYO MX 水曜23:30枠                              | TOKYO MX 水曜23:30枠                          |
| 前番組                                        | 番組名                                            | 次番組                                        |
| --------------------------------------------- | ------------------------------------------------- | --------------------------------------------- |
| ナンバカ（第1期）                             | AKIBA'S TRIP -THE ANIMATION-                      | サクラダリセット                              |
| BSフジ 月曜1:30（日曜深夜）枠                 |                                                   |                                               |
| レガリア The Three Sacred Stars （第6話以降） | AKIBA'S TRIP -THE ANIMATION- 【ここまでアニメ枠】 | トップ・ギア （自動車番組、2:00から繰り上げ） |